# Haplogroupe C1
En génétique humaine, l'haplogroupe C1 (aussi appelé C-F3393) est un haplogroupe du chromosome Y. L'haplogroupe C1 et son groupe-frère l'haplogroupe C2 (ou C-M217) constituent les deux branches majeures de l'haplogroupe C.

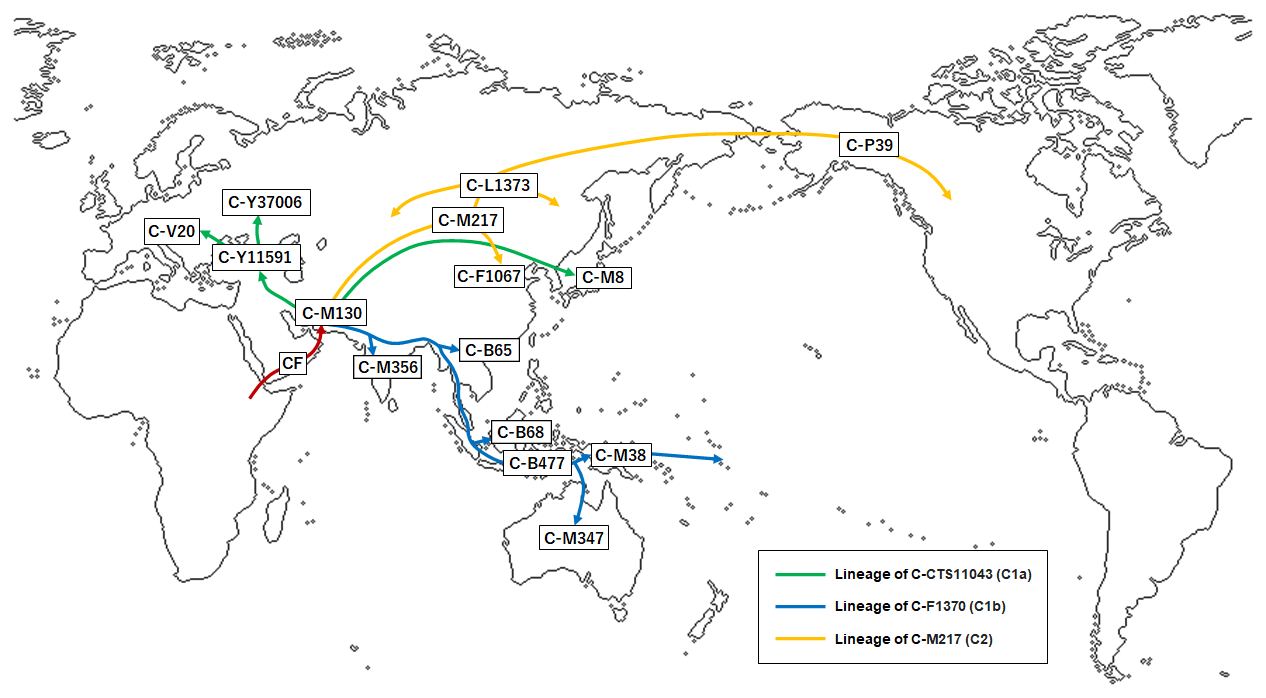
Migrations de l'haplogroupe C du chromosome Y

## Présentation
L'haplogroupe C1 regroupe les haplogroupes C1 à C6 de l'ancienne notation, excepté C3 qui est désormais noté C2.
À ce jour, on n'a pas encore trouvé d'individu (vivant ou mort) possédant le paragroupe basal C1*.
L'haplogroupe C1 se subdivise en deux branches principales : C1a et C1b. La première est particulièrement rare et a été trouvée principalement chez des populations japonaises et européennes, avec des cas isolés au Népal et dans la province de Jeju (Corée), découverts lors de recherches universitaires, ainsi que sur un individu arménien, un kabyle et un individu du groupe ethnique des Han dans la région de Liaoning, dans le Nord de la Chine, lors d'analyses généalogiques commerciales. Quant au groupe C1b, il est commun en Océanie et en Asie.
Les sous-clades de C1 sont les haplogroupes du chromosome Y majoritaires chez certaines tribus indigènes d'Australie, certaines populations insulaires du Pacifique ainsi que quelques groupes ethniques des Petites îles de la Sonde, en Indonésie. On trouve aussi certains sous-clades dans certains lieux isolés d'Eurasie.
Les migrations du groupe C1 proviennent principalement du lieu d'implantation du groupe C en Iran, qui fut à l'époque un foyer majeur de migrations.

## C1a (CTS11043)
Le paragroupe basal C1a* (CTS11043) a été trouvé sur un ancien individu du Paléolithique supérieur d'Europe de culture aurignacienne, vieux de 35 000 ans, provenant des grottes de Goyet, en Belgique (noté Goyet Q116-1). Il serait issu d'une deuxième ou d'une troisième vague d'Homo sapiens arrivés en Europe. Cette époque correspond aux plus anciennes peintures pariétales de la Grotte Chauvet (France), datées d'environ 36 000 ans AP.
D'après les études de génétique récentes, les membres actuels des sous-clades de C1a sont relativement rares et très dispersés, notamment en Europe et en Asie, principalement au Japon, en Corée et en Chine. Cela concorderait avec le fait que les membres du groupe C1a feraient partie des premiers colonisateurs de l'Eurasie, à une époque où l'Homme de Néandertal en Europe et l'Homme de Denisova en Asie étaient encore présents.
On peut diviser le sous-clade C1a en C1a1 et C1a2.

### C1a1
C1a1, ou C-M8, est trouvé dans une assez faible proportion au Japon (environ 5 à 6 %). Il a été également trouvé de façon plus sporadique parmi des milliers d'individus masculins en Corée et parmi des centaines de milliers d'individus masculins en Chine ayant fait des tests d'analyses généalogiques commerciales,,,,. Il correspondrait donc à la branche ayant migré en Asie de l'Est.

### C1a2
C1a2 (anciennement C6), ou C-V20, n'apparait quasiment que chez les populations d'Europe, auxquelles s'ajouteraient certains individus masculins d'Algérie, de Turquie et d'Arménie, mais également du Népal,. C1a2 était présent dans des vestiges du Paléolithique supérieur d'Europe. Il a notamment été trouvé dans le site archéologique de Dolní Věstonice, vieux d'environ 30 000 ans (individu Vestonice 16), situé en Tchéquie, dans celui de Sungir en Russie, vieux de 34 000 ans (individus Sunghir 1/2/3/4), dans des vestiges mésolithiques de chasseurs-cueilleurs occidentaux vieux de 7 000 ans, plus précisément dans la province de León en Espagne (individu La Braña 1), ainsi que sur un individu masculin vivant à la même époque trouvé dans l'Alföld, une plaine au Sud de la Hongrie,.

## C1b (F1370)
Le paragroupe basal C1b* (F1370) a été trouvé sur un ancien individu (Kostenki-14) du Paléolithique supérieur sur le site archéologique de Kostenki, dans l'ouest de la Russie, vieux d'environ 37 000 ans. Il a également été trouvé sur un petit nombre d'individus du Moyen-Orient.
Les principaux sous-clades du groupe C1b sont le C1b1a (C-B66/Z16458), lui-même divisé en trois principaux sous-clades : C1b1a1a-M356 (anciennement C5), C1b1a1b-Z16582 et C1b1a2-B65 ; ainsi que le C1b2, ou C-B477/Z31885, qui est l'ancêtre commun du C1b2a (anciennement C2), ou C-M38, et du C1b2b (anciennement C4), ou C-M347. À noter également la présence de quelques individus du C1b1b-B68 dans les peuples Dusun, à Bornéo.

### C1b1
Les membres des sous-clades C1b1 (C-K281) ont été trouvés dans plusieurs populations d'Asie. C1b1 complète donc avec C1a1 la colonisation du continent asiatique.
C1b1a1a-M356, anciennement C5, est le plus répandu et a été trouvé dans de nombreux pays en Asie du Sud, Asie centrale et Asie de l'Ouest,,,,,.
C1b1a2-B65, que l'on peut encore diviser en C1b1a2a-B67 et C1b1a2b-Z33070, est plus présent en Asie du Sud-Est. Plus précisément, il aurait été trouvé chez deux individus du peuple Lebbo vivant à Bornéo, en Indonésie pour le clade B67, et chez les peuples chinois Han (Guangdong, Hunan, Shaanxi) et Dai (Yunnan), les peuples Murut (Bornéo), les peuples Malais (Singapour), ainsi que les peuples Aeta (Philippines), pour le clade Z33070.
Pour finir, le dernier sous-clade C1b1a1b-Z16582 ne semble pas avoir beaucoup migré depuis l'Iran, car il a été trouvé chez des individus d'Arabie saoudite et d'Irak.

### C1b2
Le groupe C1b2 se trouve surtout dans les îles d'Océanie. Ce serait donc la branche du C1 qui se serait aventurée le plus loin au Sud-Est.
C1b2a (C-M38), anciennement C2, se limite aux îles de l'Asie du Sud-Est, la Nouvelle-Guinée, la Mélanésie et la Polynésie. En particulier, son sous-clade C1b2a1a (P33) est trouvé avec une grande occurrence parmi les Polynésiens,.
C1b2b (C-M347), anciennement C4, est présent essentiellement en Australie. Il est probable que plus de 40 % de la population indigène australienne ait appartenu à ce sous-clade avant l'installation des colons européens. Au moins deux sous-clades ont été identifiés : C1b2b1 (DYS390.1del, M210) et une branche encore non caractérisée avec certitude mais se différenciant de la précédente.

## Arbre phylogénétique
- C1 F3393
  - C1a CTS11043
    - C1a1 M8 Japon, Chine, Corée du Sud, Corée du Nord
      - C1a1a P121
        - C1a1a1  CTS9336
          - C1a1a1a   Z7180 Japon, Corée du Sud
          - C1a1a1b   Z1356 Japon

        - C1a1a2  Z45460 Chine (Liaoning), en cours d'investigation

    - C1a2 (anciennement C6) V20
      - C1a2a V182
        - C1a2a1 V222 Royaume-Uni, Italie (Calabre), Grèce, Hongrie, Ukraine
          - C1a2a1a Y12152/Z28813 Écosse
            - C1a2a1a1 BY1117/Z31808 Hongrie, Angleterre
            - C1a2a1a2 Y12157/Z30466 Italie, Grèce, Ukraine

          - C1a2a1b BY67541 Italie, Allemagne

        - C1a2a2 Y11325/Z29329 Espagne, Pologne

      - C1a2b Z38888 Lituanie, Irlande, Angleterre, Algérie, Arménie
        - C1a2b1a Z44576 Algérie
        - C1a2b1b Z44526 Angleterre, Arménie

  - C1b F1370
    - C1b1 K281
      - C1b1a B66/Z16458
        - C1b1a1 SK991/Z16459
          - C1b1a1a (anciennement C5) M356 Inde, Sri Lanka, Bangladesh, Népal, Pakistan, Afghanistan[28], Iran, Émirats arabes unis, Koweït, Arabie Saoudite, Chine (Xinjiang & Shanxi), Myanmar[29], Thaïlande[30]
          - C1b1a1b Z16582 Arabie Saoudite, Iraq

        - C1b1a2 B65 Singapour, Chine (Yunnan, Guangdong, Hunan, Shaanxi), Bornéo, Philippines
          - C1b1a2a B67
          - C1b1a2b Z33070

      - C1b1b B68 Bornéo, en cours d'investigation

    - C1b2 B477/Z31885
      - C1b2a (anciennement C2) M38
        - C1b2a1 M208
          - C1b2a1a P33 Polynésie
          - C1b2a1b1 P54
          - C1b2a1c F21693 Papouasie-Nouvelle-Guinée, Indonésie, Nouvelle-Zélande, Samoa, Îles Cook, Hawaï

        - C1b2a2 FT71404 Indonésie : Moluques, Philippines, Fidji

      - C1b2b (anciennement C4) M347/P309 Australie
        - C1b2b1 M210

## Schéma général
| Haplogroupes du chromosome Y (Y-ADN) |                                          |   |   |    |    |    |    |    |   |     |     |     |     |    |    |    |    |     |     |     |    |    |   |
|                                      | Plus récent ancêtre patrilinéaire commun |   |   |    |    |    |    |    |   |     |     |     |     |    |    |    |    |     |     |     |    |    |   |
|                                      | A                                        |   |   |    |    |    |    |    |   |     |     |     |     |    |    |    |    |     |     |     |    |    |   |
|                                      |                                          |   |   | BT |    |    |    |    |   |     |     |     |     |    |    |    |    |     |     |     |    |    |   |
|                                      |                                          | B | B | B  | CT | CT |    |    |   |     |     |     |     |    |    |    |    |     |     |     |    |    |   |
|                                      |                                          |   |   | DE | DE | CF | CF | CF |   |     |     |     |     |    |    |    |    |     |     |     |    |    |   |
|                                      |                                          |   | D | E  |    | C  | C  | F  | F | F   |     |     |     |    |    |    |    |     |     |     |    |    |   |
|                                      |                                          |   |   |    |    |    | G  | H  | H | IJK | IJK | IJK | IJK |    |    |    |    |     |     |     |    |    |   |
|                                      |                                          |   |   |    |    |    |    |    |   | IJ  | K   | K   | K   | K  | K  | K  |    |     |     |     |    |    |   |
|                                      |                                          |   |   |    |    |    |    |    | I | J   |     |     | LT  | K2 | K2 | K2 | K2 | K2  | K2  |     |    |    |   |
|                                      |                                          |   |   |    |    |    |    | I1 |   |     |     | L   | T   |    | MS | MS | MS | MS  | P   | P   | P  | NO |   |
|                                      |                                          |   |   |    |    |    |    |    |   |     |     |     |     |    | M  | S  |    | Q   | R   | R   |    | N  | O |
|                                      |                                          |   |   |    |    |    |    |    |   |     |     |     |     |    |    |    |    |     | R1  | R1  | R2 |    |   |
|                                      |                                          |   |   |    |    |    |    |    |   |     |     |     |     |    |    |    |    | R1a | R1a | R1b |    |    |   |
|                                      |                                          |   |   |    |    |    |    |    |   |     |     |     |     |    |    |    |    |     |     |     |    |    |   |